# Lithium (Nirvana)
Lithium è un singolo del gruppo musicale statunitense Nirvana, pubblicato il 13 luglio 1992 come terzo estratto dal secondo album in studio Nevermind.

## Descrizione
Il testo fu scritto dal frontman Kurt Cobain. La canzone parla della storia di un uomo che scopre la religione come ultimo rifugio dopo la morte della sua ragazza.
Il nome della canzone è generalmente attribuito all'uso del litio come stabilizzatore dell'umore. Infatti il testo è spesso interpretato come una descrizione del disturbo bipolare. Cobain affermava di essere affetto da disturbo bipolare e per questo avrebbe scritto la canzone, ma ci sono molti punti d'incertezza riguardo alla giusta interpretazione del testo.

### Registrazione
Kurt Cobain descrisse Lithium come "una di quelle canzoni completate mentre stava cercando di scriverle da zero anziché attingere da sue poesie o altre cose". I Nirvana registrarono Lithium con il produttore Butch Vig agli Smart Studios di Madison (Wisconsin) durante l'aprile 1990. Il materiale inciso in queste sessioni preliminari servì al gruppo per provare i brani che avrebbero dovuto far parte del loro secondo disco su etichetta Sub Pop Records all'epoca ancora provvisoriamente intitolato Sheep. Il libro Classic Rock Albums: Nevermind (1998) afferma come la sessione di registrazione di Lithium sia stata evento chiave nel deterioramento del rapporto tra Cobain e il batterista Chad Channing. Cobain era insoddisfatto del modo di suonare di Channing e gli chiese espressamente di attenersi all'arrangiamento da lui scritto per il brano, facendogli vedere come doveva suonare sedendosi lui stesso alla batteria. Poco tempo dopo, Dave Grohl sarebbe entrato a far parte dei Nirvana come nuovo batterista. Secondo Vig, Cobain sforzò talmente tanto la voce cantando in Lithium, che rimase senza voce e le sessioni dovettero essere sospese.
Dopo aver firmato un nuovo contratto discografico con la DGC Records, i Nirvana, ora formati da Cobain, Novoselic e Grohl, si ritrovarono con Butch Vig nel maggio 1991 per proseguire nella lavorazione di quello che sarebbe diventato Nevermind, ai Sound City Studios di Van Nuys, California. Durante le sessioni, il bassista Krist Novoselic semplificò la linea di basso utilizzata nella traccia, che diverrà una delle sue caratteristiche principali. Le sessioni per Lithium furono molto problematiche in quanto la band non riusciva ad ottenere ciò che voleva. Durante il primo giorno di prove, Cobain divenne così frustrato dai lenti progressi nel registrare la traccia che alla fine di un ennesimo tentativo infruttuoso si mise a suonare un pezzo strumentale in stile jam session dissonante. Vig registrò il pezzo che divenne Endless, Nameless, e fu inserito come traccia nascosta alla fine di Nevermind.

### Composizione e testo
Lithium è rappresentativa dello stile musicale che i Nirvana avevano sviluppato durante le sessioni di Nevermind, alternando momenti quieti e melodici con stacchi bruschi e passaggi sonori fragorosi. Il biografo dei Nirvana Michael Azerrad descrisse il titolo del brano come un riferimento alla dichiarazione di Karl Marx che "la religione è l'oppio dei popoli". Da parte sua, Cobain raccontò che la canzone parlava di un uomo che trova sollievo nella religione dopo la morte della sua ragazza, "come ultima ancora di salvezza prima del suicidio". Sebbene il personaggio della canzone sia fittizio, Cobain ammise di aver inserito nel testo della traccia anche qualche riferimento personale alle sue esperienze sentimentali passate. Inoltre, l'autore considerò anche la possibilità che parte del brano potesse essere ispirato al periodo nel quale da bambino visse per qualche tempo a casa dell'amico Jesse Reed, i cui genitori erano dei ferventi cristiani rinati. Altra interpretazione suggerita, essendo attribuito l'uso del litio come medicina per la stabilizzazione dell'umore, fu quella del racconto dal punto di vista di un personaggio schizofrenico, e qualcuno ipotizzò su indicazione di frasi del testo quali «I've found my friends, they're in my head» ("Ho trovato i miei amici, sono nella mia testa") o «I'm so lonely, but that's okay, I shaved my head» ("Sono così solo, ma va bene, mi sono rasato la testa") che Cobain potesse soffrire di disturbi bipolari, ma la tesi non venne mai supportata da prove oggettive.

### Pubblicazione
Pubblicata nel luglio 1992 come terzo singolo estratto dall'album Nevermind, Lithium raggiunse la posizione numero 64 nella classifica statunitense Billboard Hot 100 e la numero 11 nella Official Singles Chart.

## Apparizione nei media
Una versione dal vivo di Lithium è stata inserita nel videogioco Guitar Hero 5, insieme a Smells Like Teen Spirit.

## Video musicale
Il videoclip di Lithium fu il secondo diretto da Kevin Kerslake per i Nirvana. Originariamente Cobain avrebbe voluto un video a cartoni animati che illustrasse la canzone, ma l'idea venne scartata a causa dei lunghi tempi di lavorazione che ci sarebbero voluti. Si ripiegò quindi ad un collage di immagini del gruppo durante il concerto al Paramount di Seattle.

## Tracce
12" USA, MC, CD, 12" picture disc UK
1. Lithium (Versione LP) – 4:16
2. Been a Son (eseguito dal vivo al Paramount Theatre di Seattle il 31 ottobre 1991) – 2:14
3. Curmudgeon – 2:58

7" e MC UK
1. Lithium – 4:16
2. Curmudgeon – 2:58

CD UK
1. Lithium (Versione LP) – 4:16
2. Been a Son (eseguito dal vivo al Paramount Theatre di Seattle il 31 ottobre 1991) – 2:14
3. Curmudgeon – 2:58
4. D-7 (John Peel Radio Session) (Greg Sage) – 3:45

## Classifiche
| Classifica (1992)             | Posizione massima |
| ----------------------------- | ----------------- |
| Australia                     | 52                |
| Belgio (Fiandre)              | 28                |
| Canada                        | 83                |
| Finlandia                     | 3                 |
| Irlanda                       | 5                 |
| Italia                        | 19                |
| Nuova Zelanda                 | 28                |
| Paesi Bassi                   | 17                |
| Regno Unito                   | 11                |
| Spagna                        | 13                |
| Stati Uniti                   | 64                |
| Stati Uniti (alternative)     | 25                |
| Stati Uniti (mainstream rock) | 16                |

## Cover
Vari sono gli artisti che hanno realizzato reinterpretazioni di Lithium:
- Lisa Stansfield
- Ministry
- Utah Saints
- Maxence Cyrin
- Papa Roach (live)
- Breaking Benjamin (live)
- Corey Taylor (live)
- Muse (live)
- Bruce Lash
- The Polyphonic Spree
- One Ok Rock
- Vice Squad (live)